# Тор ди Фико (Рим)
Тор ди Фико је насеље у Италији у округу Рим, региону Лацио.
Према процени из 2011. у насељу је живело 46 становника. Насеље се налази на надморској висини од 210 м.